# Max Drexl
Max Drexl (* 25. März 1887 in Bernried; † 18. März 1962) war ein deutscher Rechtsanwalt und Kommunalpolitiker (CSU).

## Werdegang
Drexl studierte Rechtswissenschaften und gründete im Dezember 1927 eine Anwaltskanzlei in Rosenheim mit. Daneben war er mehr als 30 Jahre lang Mitglied des Aufsichtsrats der Marmorindustrie Kiefer AG, darunter elf Jahre als Vorsitzender.
Nach Ende des Zweiten Weltkriegs wurde er von den US-amerikanischen Militärbehörden kommissarisch als Erster Bürgermeister von Rosenheim eingesetzt. Am 3. August 1945 löste ihn Hubert Weinberger in diesem Amt ab. Von Mai 1946 bis 1952 gehörte Drexl dem Stadtrat an und hielt den Vorsitz der CSU-Fraktion.